# 吻鲻属
吻鲻属，為輻鰭魚綱鯔形目鯔科的其中一属。

## 下属物种
- 吻鯔（Rhinomugil corsula）
- 大鼻吻鯔（Rhinomugil nasutus）

## 擴展閱讀
維基物種上的相關：吻鲻属